# 磺盘松萝
磺盘松萝（学名：Usnea sulphuridiscoidea）一种于中国云南省景东彝族自治县境内的哀牢山地区发现的地衣，隶属于梅衣科松蘿屬。

## 形态特征
磺盘松萝具有特殊的硫磺色侧子囊盘，分枝膨胀，表面光滑，具有许多小乳头状突起以及纤维丝，无假杯点和粉芽堆。